# 濱名大橋
浜名大桥(日语：／ hamana oohashi *)是一座预应力混凝土桥梁，横跨了浜名湖今切口（いまぎれぐち）。它位于国道1号濱名繞道的馬郡IC与新居弁天IC之间。
由于浜名大桥属于浜名绕道的一部分，在浜名绕道属于日本道路公团管理收费通行的时代，通过浜名大桥无可避免的要产生通行费用。 2005年（平成17年） 3月30日，随着滨名绕行免费开放，浜名大桥也可以免费通行 。

## 总览
该桥为预应力混凝土制五跨连续铰接刚架桥。大桥总长度631.8m ，有效宽度9.0m，最高点海拔31m  。大桥的中心跨度为240m  ，在建造时是世界上跨度最长的桥，在2004年江岛大桥启用之前是日本最长跨度的桥梁。

## 图集

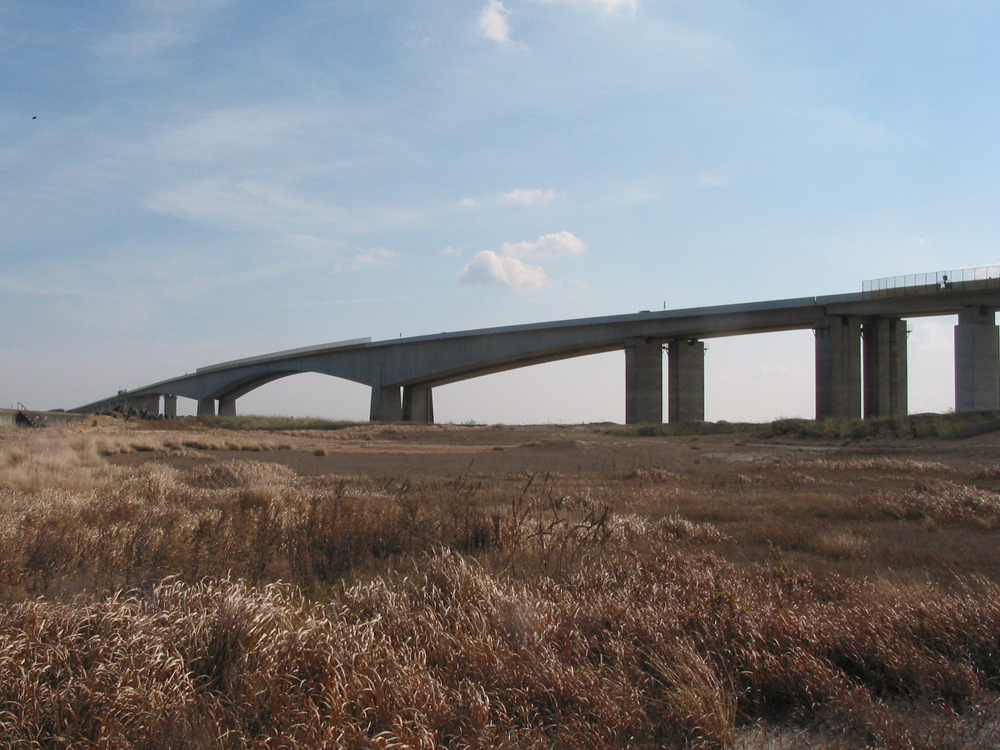
新居海浜公園远望浜名大橋
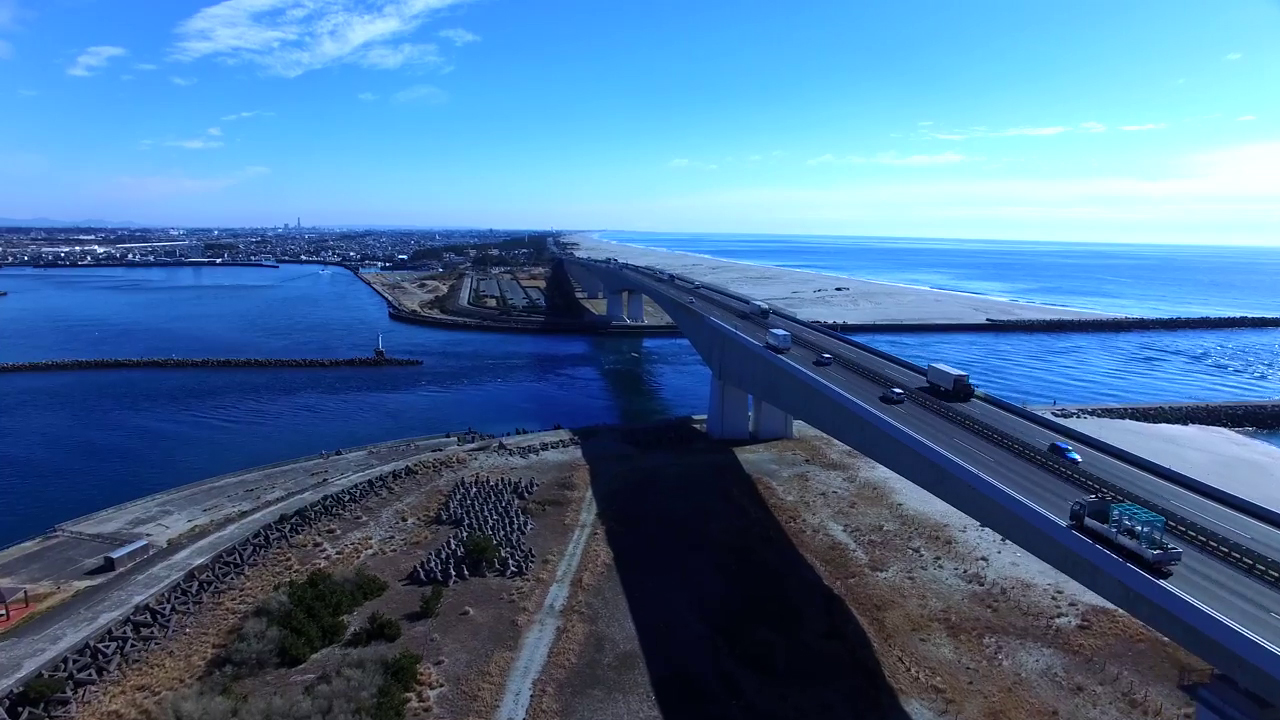
航拍
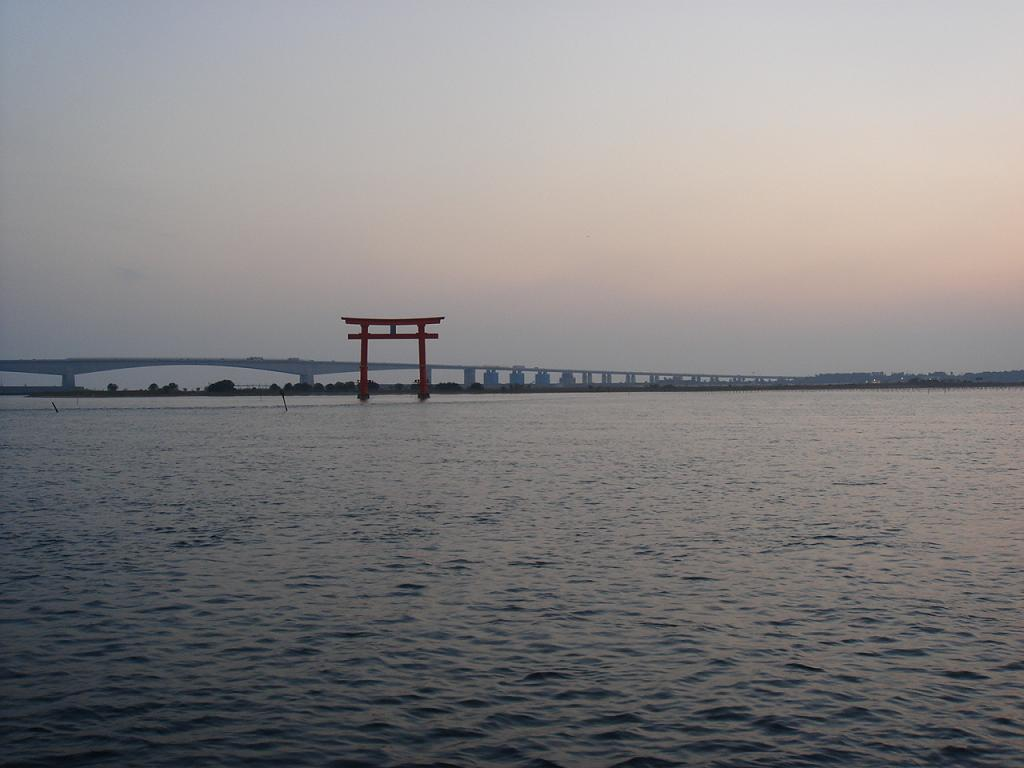
于弁天島海浜公園拍摄的浜名大橋